# Tanah Mati
Tanah Mati is een bestuurslaag in het regentschap Payakumbuh van de provincie West-Sumatra, Indonesië. Tanah Mati telt 945 inwoners (volkstelling 2010).